# Campeonato Rondoniense 2003
In 2003 werd het 57ste Campeonato Rondoniense gespeeld voor voetbalclubs uit de Braziliaanse staat Rondônia. De competitie werd georganiseerd door de FFER en werd gespeeld van 30 maart tot 15 juni. União Cacoalense werd kampioen. 

## Eerste fase

### Groep A
| Plaats | Club              | Wed. | W | G | V | Saldo | Ptn. |
| ------ | ----------------- | ---- | - | - | - | ----- | ---- |
| 1.     | CFA               | 8    | 7 | 1 | 0 | 39:10 | 19   |
| 2.     | Guajará           | 8    | 4 | 1 | 3 | 17:16 | 13   |
| 3.     | Cruzeiro          | 8    | 3 | 1 | 4 | 9:20  | 10   |
| 4.     | Genus Rondoniense | 8    | 2 | 1 | 5 | 12:16 | 7    |
| 5.     | Shallon           | 8    | 1 | 2 | 5 | 9:24  | 5    |

|  | Geplaatst voor tweede fase |

### Groep B
| Plaats | Club             | Wed. | W | G | V | Saldo | Ptn. |
| ------ | ---------------- | ---- | - | - | - | ----- | ---- |
| 1.     | União Cacoalense | 6    | 4 | 1 | 1 | 14:5  | 13   |
| 2.     | Ji-Paraná        | 6    | 4 | 0 | 2 | 8:3   | 12   |
| 3.     | Vilhena          | 6    | 2 | 1 | 3 | 4:8   | 7    |
| 4.     | Pinheiros        | 6    | 1 | 0 | 5 | 3:13  | 3    |

|  | Geplaatst voor tweede fase |

## Tweede fase
In geval van gelijkspel gaat de club met het beste resultaat in de competitie door. 
|  | halve finale     | halve finale | halve finale | halve finale |  |                  | finale | finale | finale | finale |
|  |                  |              |              |              |  |                  |        |        |        |        |
|  |                  |              |              |              |  |                  |        |        |        |        |
|  | Guajará          | 1            | 1            | 2            |  |                  |        |        |        |        |
|  | União Cacoalense | 0            | 5            | 5            |  |                  |        |        |        |        |
|  |                  |              |              |              |  | União Cacoalense | 1      | 3      | 4      |        |
|  |                  |              |              |              |  | CFA              | 1      | 2      | 3      |        |
|  | Ji-Paraná        | 3            | 1            | 4            |  |                  |        |        |        |        |
|  | CFA              | 3            | 1            | 4            |  |                  |        |        |        |        |

### Kampioen
| Campeonato Rondoniense de 2003       |
| Rondônia                             |
| ------------------------------------ |
| UNIÃO CACOALENSE Kampioen (1° titel) |